# Saut à la perche masculin aux championnats du monde d'athlétisme 2011
Navigation
Berlin 2009 Moscou 2013
L'épreuve de saut à la perche masculin des championnats du monde d'athlétisme de 2011 se déroule les 27 et 29 août de la même année, dans le stade de Daegu (Corée du Sud), remportée par le Polonais Paweł Wojciechowski (photo).

## Records et performances antérieurs
Avant ces championnats, les dix athlètes les plus performants de l'année (au 21 août) et les records absolus de saut à la perche masculin (mondial, de championnats et par continent) sont les suivants.

### Meilleures performances de favoris sur l'année 2011
| 1  | Paweł Wojciechowski  | Pologne    | 5,91 m | 15 août 2011    |
| 2  | Renaud Lavillenie    | France     | 5,90 m | 22 juillet 2011 |
| 3  | Brad Walker          | États-Unis | 5,84 m | 16 juin 2011    |
| 4  | Malte Mohr           | Allemagne  | 5,81 m | 6 mai 2011      |
| 5  | Fábio Gomes da Silva | Brésil     | 5,80 m | 26 février 2011 |
| 6  | Lázaro Borges        | Cuba       | 5,75 m | 11 août 2011    |
| 7  | Lukasz Michalski     | Pologne    | 5,75 m | 20 août 2011    |
| 8  | Mateusz Didenkow     | Pologne    | 5,75 m | 20 août 2011    |
| 9  | Aleksandr Gripich    | Russie     | 5,75 m | 20 août 2011    |
| 10 | Romain Mesnil        | France     | 5,73 m | 7 juin 2011     |

### Records
| du monde            | Sergueï Bubka                    | Ukraine        | 6,14 m | Sestrière               | 31 août 1994                                    |
| en championnats     | Dmitri Markov                    | Australie      | 6,05 m | Edmonton                | 9 août 2001                                     |
| records d'Afrique   | Okkert Brits                     | Afrique du Sud | 6,05 m | Cologne                 | 18 août 1995                                    |
| d'Asie              | Grigoriy Yegorov Igor Potapovich | Kazakhstan     | 5,90 m | Stuttgart/Londres/ Nice | 19 août 1993/10 septembre 1993/ 10 juillet 1996 |
| en Amérique du Nord | Brad Walker                      | États-Unis     | 6,04 m | Eugene                  | 8 juin 2008                                     |
| Amérique du Sud     | Fábio Gomes da Silva             | Brésil         | 5,80 m | São Caetano do Sul      | 26 février 2011                                 |
| Europe              | Sergueï Bubka                    | Ukraine        | 6,14 m | Sestrière               | 31 août 1994                                    |
| d'Océanie           | Dmitri Markov                    | Australie      | 6,05 m | Edmonton                | 9 août 2001                                     |

## Médaillés
| Or                           | Argent                 | Bronze                     |
| Paweł Wojciechowski à 5,90 m | Lázaro Borges à 5,90 m | Renaud Lavillenie à 5,85 m |

## Résultats

### Finale
| Rang               | Athlète                | Pays        | Essais | Essais | Essais | Essais | Essais | Essais | Marque | Notes |
| Rang               | Athlète                | Pays        | 5,50 m | 5,65 m | 5,75 m | 5,85 m | 5,90 m | 5,95 m | Marque | Notes |
| ------------------ | ---------------------- | ----------- | ------ | ------ | ------ | ------ | ------ | ------ | ------ | ----- |
| Médaille d'or      | Paweł Wojciechowski    | Pologne     | o      | o      | o      | x-     | xo     | 3 x    | 5,90 m | =NR   |
| Médaille d'argent  | Lázaro Borges          | Cuba        | o      | o      | xxo    | o      | xxo    | 3x     | 5,90 m | NR    |
| Médaille de bronze | Renaud Lavillenie      | France      | -      | o      | o      | o      | 3x     |        | 5,85 m |       |
| 4                  | Łukasz Michalski       | Pologne     | o      | o      | xo     | o      | 3x     |        | 5,85 m | PB    |
| 5                  | Malte Mohr             | Allemagne   | o      | xo     | o      | xxo    | 3x     |        | 5,85 m | SB    |
| 6                  | Konstadínos Filippídis | Grèce       | o      | xo     | xxo    | 3x     |        |        | 5,75 m | =NR   |
| 7                  | Mateusz Didenkow       | Pologne     | xo     | xo     | xxo    | 3x     |        |        | 5,75 m | =PB   |
| 8                  | Fábio Gomes da Silva   | Brésil      | xo     | o      | 3x     |        |        |        | 5,65 m |       |
| 9                  | Steven Lewis           | Royaume-Uni | o      | xo     | 3x     |        |        |        | 5,65 m | SB    |
| 9                  | Jeremy Scott           | États-Unis  | o      | xo     | 3x     |        |        |        | 5,65 m |       |
| 9                  | Jan Kudlička           | Tchéquie    | o      | xo     | 3x     |        |        |        | 5,65 m | SB    |
| 12                 | Dmitriy Starodubtsev   | Russie      | xo     | xo     | 3x     |        |        |        | 5,65 m |       |
| 13                 | Derek Miles            | États-Unis  | o      | xxo    | 3x     |        |        |        | 5,65 m |       |
| 14                 | Daichi Sawano          | Japon       | xo     | xxo    | 3x     |        |        |        | 5,65 m | SB    |
|                    | Igor Bychkov           | Espagne     | 3x     |        |        |        |        |        | NM     |       |
|                    | Romain Mesnil          | France      | -      | 3x     |        |        |        |        | NM     |       |

### Qualifications

#### Préalables à la compétition
Conditions : avoir réalisé au moins 5,72 mètres (minimum A) ou 5,60 m (minimum B), entre les 1er octobre 2010 et 15 août 2011.

#### En phase finale même, le27 août
[5,70 m (Q) ou / et parmi les 12 meilleurs sauteurs (q)]
| Rang | Groupe | Athlète                 | Nationalité  | 5,20 m | 5,35 m | 5,50 m | 5,60 m | 5,65 m | Résultat | Notes |
| ---- | ------ | ----------------------- | ------------ | ------ | ------ | ------ | ------ | ------ | -------- | ----- |
| 1    | A      | Romain Mesnil           | France       | -      | -      | o      | -      | o      | 5,65 m   | q     |
| 1    | A      | Konstantinos Filippidis | Grèce        | -      | o      | o      | o      | o      | 5,65 m   | q     |
| 1    | A      | Dmitry Starodubtsev     | Russie       | -      | o      | o      | o      | o      | 5,65 m   | q     |
| 1    | B      | Lázaro Borges           | Cuba         | -      | o      | o      | o      | o      | 5,65 m   | q     |
| 1    | B      | Renaud Lavillenie       | France       | -      | -      | o      | -      | o      | 5,65 m   | q     |
| 6    | A      | Fábio Gomes da Silva    | Brésil       | -      | -      | o      | xo     | o      | 5,65 m   | q     |
| 6    | A      | Malte Mohr              | Allemagne    | -      | -      | xo     | o      | o      | 5,65 m   | q     |
| 8    | A      | Mateusz Didenkow        | Pologne      | -      | o      | o      | o      | xo     | 5,65 m   | q     |
| 9    | B      | Jeremy Scott            | États-Unis   | -      | o      | o      | o      | -      | 5,60 m   | q     |
| 10   | B      | Łukasz Michalski        | Pologne      | -      | o      | xo     | o      | x-     | 5,60 m   | q     |
| 10   | B      | Derek Miles             | États-Unis   | -      | o      | xo     | o      | -      | 5,60 m   | q     |
| 12   | A      | Daichi Sawano           | Japon        | -      | -      | o      | 3x     |        | 5,50 m   | q     |
| 12   | A      | Paweł Wojciechowski     | Pologne      | -      | o      | o      | 3x     |        | 5,50 m   | q     |
| 12   | B      | Jan Kudlička            | Tchéquie     | -      | o      | o      | 3x     |        | 5,50 m   | q     |
| 12   | B      | Steven Lewis            | Royaume-Uni  | o      | o      | o      | 3x     |        | 5,50 m   | q     |
| 12   | B      | Igor Bychkov            | Espagne      | o      | -      | o      | x-     | xx     | 5,50 m   | q     |
| 17   | A      | Alhaji Jeng             | Suède        | -      | xo     | o      | 3x     |        | 5,50 m   |       |
| 18   | B      | Jérôme Clavier          | France       | -      | o      | xo     | -      | 3x     | 5,50 m   |       |
| 18   | B      | Yevgeny Lukyanenko      | Russie       | -      | o      | xo     | 3x     |        | 5,50 m   |       |
| 20   | A      | Raphael Holzdeppe       | Allemagne    | -      | -      | xxo    | 3x     |        | 5,50 m   |       |
| 21   | B      | Giovanni Lanaro         | Mexique      | -      | xo     | xxo    | 3x     |        | 5,50 m   |       |
| 22   | A      | Mark Hollis             | États-Unis   | -      | o      | 3x     |        |        | 5,35 m   |       |
| 22   | B      | Denys Yurchenko         | Ukraine      | -      | o      | 3x     |        |        | 5,35 m   |       |
| 24   | A      | Jere Bergius            | Finlande     | -      | xo     | -      | 3x     |        | 5,35 m   |       |
| 24   | B      | Karsten Dilla           | Allemagne    | -      | xo     | -      | 3x     |        | 5,35 m   |       |
| 26   | B      | Kim Yoo-suk             | Corée du Sud | o      | 3x     |        |        |        | 5,20 m   |       |
|      | A      | Steven Hooker           | Australie    | -      | -      | 3x     |        |        | NM       |       |
|      | A      | Edi Maia                | Portugal     | 3x     |        |        |        |        | NM       |       |

## Légende
- Hauteur de saut atteinte ou dépassée (en mètres) :
  - o : dès le 1er essai
  - xo : au 2e essai
  - xxo : au 3e essai
- 3 x : hauteur non atteinte au terme de 3 essais au maximum

Records et Performances
- AR : Record continental (area record)
- CR : Record des championnats (championship record)
- MR : Record du meeting (meet record)
- NR : Record national (national record)
- OR : Record olympique (olympic record)
- PR : Record paralympique (paralympic record)
- PB : Record personnel (personal best)
- SB : Meilleure performance personnelle de la saison (season's best)
- WL : Meilleure performance mondiale de l'année (world leader)
- WJR : Record du monde junior (world junior record)
- WR : Record du monde (world record)

Circonstances et Conditions
- DNF : N'a pas terminé (did not finish)
- DNS : N'a pas pris le départ (did not start)
- DQ : Disqualification (disqualification)
- NM : Aucun essai valable enregistré (No Mark)
- Q : Qualifié « directement » au prochain tour (ou à la prochaine compétition), lors d'une compétition majeure, grâce au classement ou à la réalisation des minima (automatic qualifier)
- q : Qualifié au prochain tour (ou à la prochaine compétition), lors d'une compétition majeure, grâce au repêchage ou à la réalisation de l'une des meilleures performances parmi celles des « non qualifiés directement » (grâce au meilleur temps ou à la meilleure distance par exemple) (secondary qualifier)

- NM : non mesuré (not measured) ?
- (i) : indoor (en salle).